# Andes guttatifrons
Andes guttatifrons är en insektsart som beskrevs av Van Stalle 1985. Andes guttatifrons ingår i släktet Andes och familjen kilstritar. Inga underarter finns listade i Catalogue of Life.